# Photographic Society of America
La Photographic Society of America (PSA) est une association à but non lucratif de photographie, fondée en 1934.
En 2021, elle représente 5 000 membres et 460 clubs.